# Marko Kantele
Marko Kantele (* 24. August 1968 in Heinola, Finnland) ist ein finnischer Dartspieler, welcher aktuell bei der PDC unter Vertrag steht.

## Werdegang

### Zeit bei der BDO
Kantele gab sein Debüt bei den World Masters im Jahr 1997, als er in der ersten Runde Colin Monk besiegte, jedoch in der zweiten Runde Mark Day unterlag. Fünf Jahre später kehrte erneut zurück, unterlag dieses Mal wieder in der zweiten Runde Ted Hankey. Bei seinem dritten Auftritt besiegte er zunächst Bobby George und Remco van Eijden, bevor er im Achtelfinale gegen Martin Atkins verlor. Bei der World Darts Trophy 2004 unterlag er in der ersten Runde Robert Wagner.
Er qualifizierte sich für die BDO-Weltmeisterschaft 2005 und gewann zunächst in der ersten Runde gegen Tony O’Shea, verlor dann aber gegen Simon Whitlock. Im selben Jahr spielte er in der International Darts League, gewann sein erstes Spiel gegen Mario Robbe, unterlag dann jedoch Raymond van Barneveld und Martin Atkins, weshalb er sich nicht für die zweite Runde qualifizieren konnte. Bei der World Darts Trophy 2005 schied er in der ersten Runde aus, nachdem er Vincent van der Voort unterlegen war. Er erreichte die Runde der letzten 32 bei den World Masters 2006, wo er gegen Darryl Fitton verlor. 2007 erreichte er das Viertelfinale des WDF World Cup, konnte sich allerdings nicht für die Weltmeisterschaft qualifizieren.

### Wechsel zur PDC
Kantele gewann das finnische Qualifikationsturnier für die PDC World Darts Championship 2009 gegen Asko Niskala, was ihn zum ersten finnischen Repräsentanten machte. Er besiegte in der Vorrunde Lourence Ilagan mit 5:2 Legs und unterlag dann Ronnie Baxter mit 1:3 Sätzen. Nach dem Turnier begann Kantele bei europäischen Turnieren zu starten, um Geld für die europäische Geldrangliste zu sammeln.
Zusammen mit Petri Korte repräsentierte er Finnland beim World Cup of Darts 2012, jedoch verloren die beiden in der ersten Runde dem kroatischen Team mit 4:5. Im Jahr 2013 konnte Kantele sich nicht für die Weltmeisterschaft der PDC qualifizieren.
Bei der PDC Qualifying School 2021 konnte sich Kantele trotz Teilnahme an der Final Stage keine Tour Card sichern. Daraufhin nahm er an der European Challenge Tour teil, wo er jedoch keinen großen Erfolg erzielen konnte. Auch bei der PDC Nordic & Baltic Pro Tour nahm Kantele teil und erreichte zweimal das Finale. Eines davon, beim Turnier Nummer 5 gegen Niels Heinsøe gewann er mit 6:2. Am Ende bedeutete dies den dritten Platz in der Rangliste, womit er knapp an der WM-Qualifikation verbeischrammte. Allerdings qualifizierte er sich für die Nordic Darts Masters, wo er mit 1:6 gegen Peter Wright verlor.
2022 spielte Kantele erneut die Q-School. Er schied jedoch mit zwei Punkten bereits in der First Stage aus. Er qualifizierte sich daraufhin zweimal für die European Tour und spielte die PDC Nordic & Baltic Tour.
2023 nahm Kantele erneut an der Q-School teil. Diesmal schaffte er es am zweiten Tag, sich auf direktem Wege für die Final Stage zu qualifizieren. In dieser blieb er jedoch punktlos.
Ende September nahm Kantele als Teil des Finnischen Teams beim WDF World Cup 2023 teil. Sowohl im Einzel als auch im Doppel mit Paavo Myller gewann er dabei kein Spiel. Gemeinsam mit seinem Team ging es im Teamwettbewerb ins Achtelfinale, wo man gegen das Quartett aus Australien verlor.
Auch 2024 war Kantele wieder für die Q-School gemeldet. Er schaffte dabei über die Rangliste wieder den Sprung für die Final Stage, in der er zwei Punkte für die Rangliste erspielte. Diese reichten jedoch nicht für eine Tour Card aus. Beim ersten Challenge Tour-Wochenende des Jahres kurz darauf blieb Kantele ohne Preisgeld.
Daraufhin erspielte sich Kantele auf der PDC Nordic & Baltic Tour einen Turniersieg und später ein weiteres Finale. Mitte Juni 2024 spielte sich Kantele bei den Finnish Open ins Halbfinale, unterlag aber Edwin Torbjörnsson mit 3:4. Kurz darauf vertrat er gemeinsam mit Teemu Harju Finnland erneut beim World Cup of Darts 2024. Sie schieden jedoch ohne Sieg gegen Haupai Puha und Ben Robb aus Neuseeland und Martin Schindler und Gabriel Clemens aus Deutschland in der Gruppenphase aus.
Mitte Oktober war Kantele beim World Masters 2024 in Budapest dabei. Mit zwei Siegen und zwei Niederlagen überstand er dabei knapp die Gruppenphase. In seinem ersten K.-o.-Spiel traf er auf den Katalanen Daniel Zapata und unterlag mit 0:5. Im November gewann Kantele das Winmau Irish Open. Dafür besiegte er im Finale James Beeton mit 6:5 im Finale. Da es sich dabei um ein Gold-Turnier handelt, ist Kantele damit als erster Spieler bereits für die WDF World Darts Championship 2025 qualifiziert.
Bei der Q-School 2025 gewann Kantele vier Spiele, was jedoch nur für zwei Punkte ausreichte und damit nicht fürs Weiterkommen in die Final Stage. Mitte August stand Kantele im Finale des Swedish Classic bei der WDF. Mit 3:6 verlor er hier gegen Brian Raman.

## Weltmeisterschaftsresultate

### PDC
- 2009: 1. Runde (1:3-Niederlage gegen  Ronnie Baxter)
- 2018: 1. Runde (0:3-Niederlage gegen  John Henderson)
- 2020: 1. Runde (0:3-Niederlage gegen  William O’Connor)
- 2021: 1. Runde (2:3-Niederlage gegen  John Henderson)
- 2024: 1. Runde (2:3-Niederlage gegen  Radek Szagański)

### BDO
- 2005: 2. Runde (1:3-Niederlage gegen  Simon Whitlock)

## Titel

### WDF
- Weitere
  - Nordic Cup Open: (1) 2004
  - Irish Open: (1) 2024

### Andere
- Nordic Cup: (2) 2004, 2006
- Nordic Cup Doppel: (2) 2008 (mit Jarkko Komula), 2014 (mit Kim Viljanen)